# Haris Silajdžić
Haris Silajdžić (nacido el 1 de octubre de 1945) es un político y académico bosnio.
En la elección que hubo el 1 de octubre de 2006 fue elegido como miembro bosníaco de la presidencia de Bosnia y Herzegovina para los siguientes cuatro años, en los cuales, la presidencia va rotando. Ya lo intentó presentándose en 2002, donde fue vencido por Sulejman Tihić, el que a su vez fue vencido por Silajdžić en 2006.

## Resumen
Silajdžić nació en Breza en 1945. Durante la Guerra de Bosnia, ocupó el cargo de ministro de relaciones exteriores desde 1990 a 1993, En el punto álgido de la guerra, fue uno de los políticos bosnios más influentes, y un aliado cercano del primer presidente del país Alija Izetbegović. Desde 1994 a 1996, Silajdžić fue la primera persona en ocupar el cargo de primer ministro de la Federación de Bosnia y Herzegovina y, luego de terminar su periodo en el cargo, fue designado como Presidente del Consejo de Ministros de Bosnia y Herzegovina, puesto que ocupó desde 1997 hasta el 2000.
En las elecciones generales del 2006 fue elegido como el miembro bosníaco de la Presidencia de Bosnia y Herzegovina, Silajdžić ejerció el cargo hasta el 2010, luego de perder la reelección de dicho año. 
Primero, fue un miembro destacado del Partido de Acción Democrática, el mismo de Izebegović, renunció en 1996 para formar el Partido por Bosnia y Herzegovina (SBIH). Como presidente, tanto del país como de su partido, formó parte de muchos diálogos para reformas constitucionales, sobre todo aquella con respecto al paquete de abril de 2006, la que fue un propósito comprometido para enmiendas constitucionales, incluyendo un presidente electo de forma indirecta por el parlamento, en contraparte a ser electo directamente mediante voto popular.
Silajdžić fue presidente del SBIH hasta el 2012.

## Carrera política

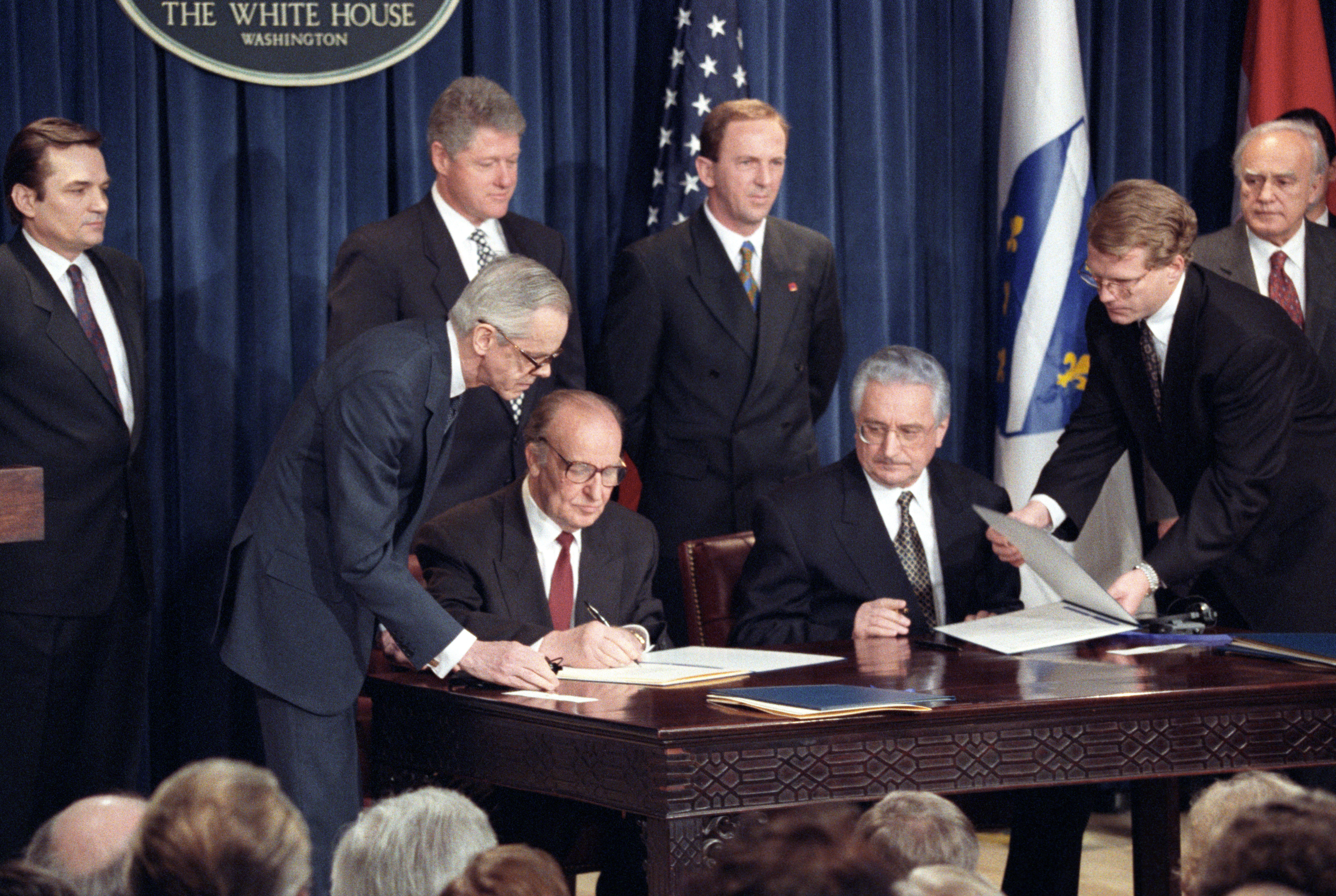
Silajdžić izquierda al lado del entonces presidente de Estados Unidos Bill Clinton, observando la firma de los Acuerdos de Washington entre Alija Izetbegović y Franjo Tuđman, 18 de marzo de 1994

Desde 1990 a 1993, durante la Guerra de Bosnia, Silajdžić fue el primero en ocupar el cargo de ministro de asuntos exteriores de la República de Bosnia-Herzegovina, y el de primer ministro desde octubre de 1993 hasta enero de 1996. Al comienzo, fue miembro del Partido de Acción Democrática, pero luego lo dejó para fundar el Partido por Bosina y Herzegonvina (SBIH). Su partido ingresó al parlamento y, al año siguiente, se convirtió en uno de los líderes de los partidos bosniacos. También, desde el 31 de mayo de 1994 hasta el 31 de enero de 1996, fue también el primero en ocupar el cargo de primer ministro de la Federación de Bosnia y Herzegovina.
Durante la guerra, fue un aliado cercano y consejero de Alija Izetbegović, el primer y único presidente de la República de Bosnia y Herzegovina.
Luego de que la guerra terminase, el 3 de enero de 1997, fue designado co-primer ministro de Bosnia y Herzegovina, junto con  Boro Bosić y Svetozar Mihajlović. hasta el 6 de junio del 2000.

## Presidencia (2006-2010)

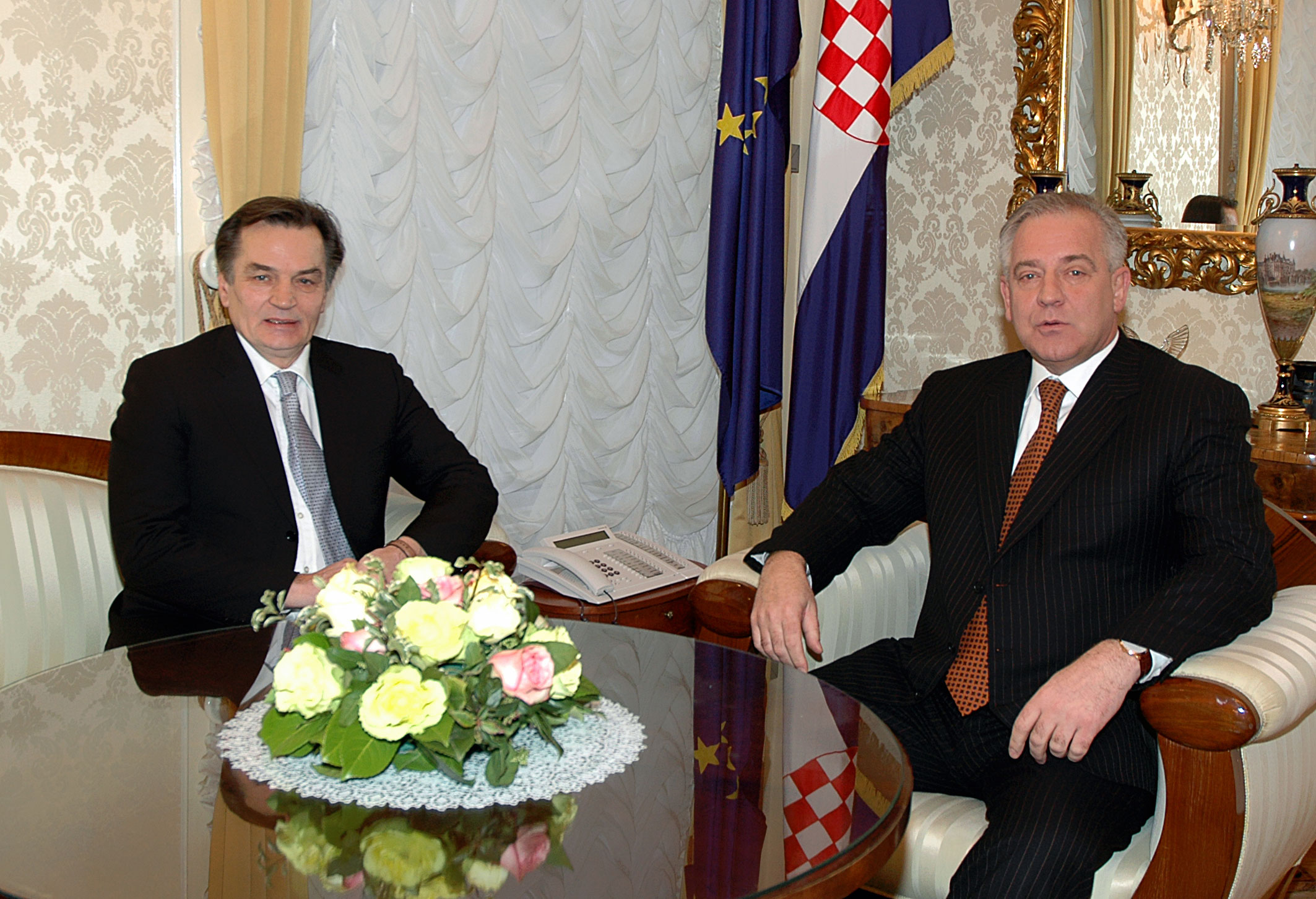
Silajdžić con el ex primer ministro de Croacia Ivo Sanader, 27 de mayo de 2010

Silajdžić tuvo un regreso fuerte en las elecciones generales de 2006, obteniendo un 62,8% de los votos, por ende, fue electo como el quinto miembro bosniaco de la presidencia del país.
El 2007, la Corte Internacional de Justicia (La Haya), absolvió a Serbia de ser cómplice del genocidio bosnio, tras la acusación por parte del gobierno bosnio a la República Federal de Yugoslavia. Silajdžić expresó su desacuerdo con el fallo, pero destacó el hecho que la corte afirmó que Serbia y Montenegro había violado la Convención del Genocidio, al no impedir o castigar a los perpetradores del genocidio.
Silajdžić integró la delegación bosnia que negoció en los Acuerdos de Dayton, mediado por Estados Unidos. En primer lugar, afirmó que dicho documento fue esencial en el término del genocidio en Bosnia y Herzegovina, pero luego lo percibió como un obstáculo en la reunificación del país. Con el fin de anular ciertos puntos del acuerdo, Silajdžić se opuso directamente a la constitución política del país, lo que causó controversia, célebre para los bosniacos mas no para los serbobosnios. Su objetivo principal fue abolir la existencia de la República Srpska, malogrando en parte su relación con Serbia, y reformando el país con el fin de su unidad.
Durante su periodo en la presidencia de Bosnia y Herzegovina, fue apoyado por autoridades y organizaciones a lo largo del país, que manifestaron su desacuerdo con los acuerdos de Dayton y con la autonomía de la República Srpska dentro de Bosnia y Herzegovina.

### Reforma constitucional

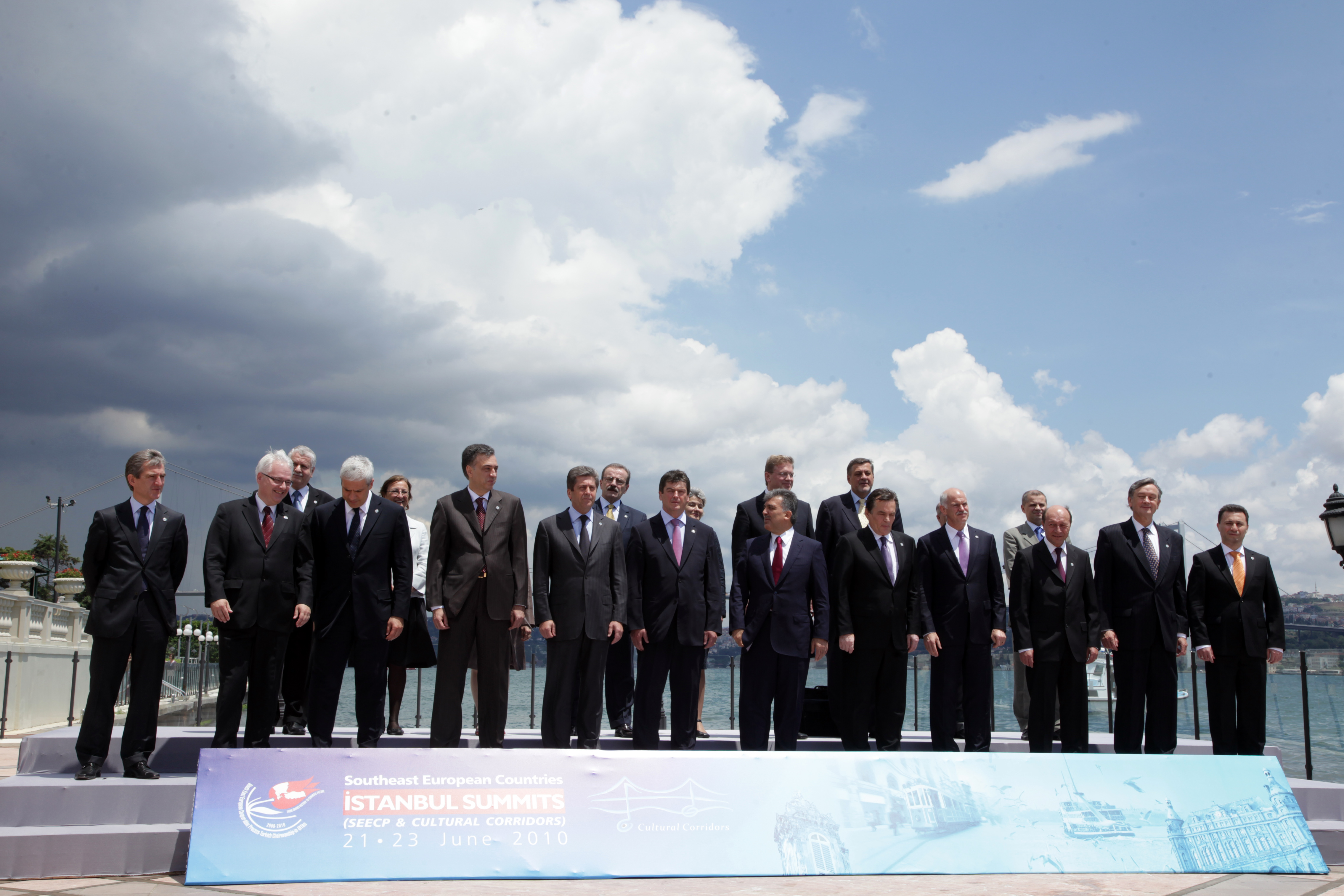
Silajdžić (abajo, quinto de derecha a izquierda) junto con otros líderes del sureste de Europa en el Proceso de Cooperación del Sureste de Europa, 23 de junio de 2010, en Estambul

La Opinión del 2005 de la Comisión de Venecia, un órgano consultivo del Consejo de Europa, que coincidió con el décimo aniversario de los Acuerdos de Dayton, abrió el debate acerca de una reforma constitucional en Bosnia y Herzegovina, con el apoyo de la diplomacia de los Estados Unidos, observando la modernización de las instituciones del país balcánico.
El embajador de Estados Unidos en Sarajevo Douglas L. McElhaney en Sarajevo y el embajador Donald Hays en Washington llevó a los EE. UU. a entablar conversaciones con los líderes de los partidos y la escritura de un borrador de una propuesta de compromiso para una enmienda constitucional, llamado "Paquete de Abril" (aprilski paket).